# ТехноАльпин
Компания ТехноАльпин, центральный офис которой расположен в итальянском городе Боцен (Южный Тироль), специализируется на производстве систем искусственного оснежения с ручным и полностью автоматическим управлением. В этой отрасли компания является мировым лидером.

## История
В начале 1980-х Георг Айзат и Вальтер Ридер заведовали технической частью горнолыжного курорта Оберегген, для которого из Америки был привезен снегогенератор. Впоследствии по его образцу была разработана собственная установка. Айзат и Ридер основали фирму WI.TE и стали выпускать аппараты в большом количестве. В городах Кортина, Фалькаде и Вальзольдана были построены первые заводы. В 1988 году в Зеефельде (Австрия) совместно с фирмой Schneider было открыто первое зарубежное представительство. В 1990 году на рынке появился снегогенератор Latemar M90. После того как показатели продаж выросли, Айзат и Ридер пригласили в компанию Эриха Гуммерера. Вместе в 1990 году они организовали фирму ТехноАльпин GmbH. В 1996 году ТехноАльпин открыла первые дочерние предприятия в Германии, Австрии и Швеции. В 2005 году предприятие было преобразовано в акционерное общество. Сегодня ТехноАльпин обладает мировой сетью, в которую входят 7 филиалов и 18 торговых партнеров. По всему миру в деятельности ТехноАльпин заняты 250 сотрудников. В 2008—2009 отчетном году оборот компании составил уже более 100 миллионов евро.

## Технические инновации
В 2005 году инвестиции в исследования и разработки впервые превысили 1 миллион евро. В 2010 году на рынке появились вентиляторные аппараты T40 (автоматические) и MTS (ручные), а также снежные ружья V2 и V3.

## Патенты
Компании ТехноАльпин принадлежат патентные права на следующие разработки:
- расположение клапанов;
- сервопривод с двигателем;
- форсунка для распыления воды;
- круглая распылительная головка для снежного ружья;
- обогреватель лопастей.